# François-Jean-Marie Serrand
François-Jean-Marie Serrand (Billé, 12 dicembre 1874 – Saint-Brieuc, 20 marzo 1949) è stato un vescovo cattolico francese.

## Biografia
Monsignor François-Jean-Marie Serrand nacque a Billé il 12 dicembre 1874  ed era il figlio di una coppia di tabacchieri: Jean Joseph Serrand e Adélaïde Demorand. I suoi antenati paterni di settima generazione sono André Serrand (1644-1688) e Jeanne James (1644-1683) e vivevano a Poilley. Il cognome Serrand è conosciuto nella regione di Coglais almeno dal XV secolo.

### Formazione e ministero sacerdotale
Il 4 ottobre 1889 entrò nel collegio di Vitré dove compì gli studi classici. Continuò la sua formazione presso il seminario maggiore di Rennes dal 4 ottobre 1893.
Il 27 maggio 1899 fu ordinato presbitero per l'arcidiocesi di Rennes. Dal settembre successivo all'agosto del 1905 fu vicario parrocchiale di Paramé. Divenne quindi professore di filosofia al seminario maggiore di Rennes del quale venne nominato vice rettore nell'ottobre del 1906. Ad agosto del 1910 l'arcivescovo Auguste-René-Marie Dubourg lo chiamò a succedere a monsignor Renaut negli uffici di vicario generale e arcidiacono di Rennes.
All'inizio della prima guerra mondiale entrò in servizio come cappellano militare. Servì nell'87ª divisione di fanteria territoriale e quindi nell'87ª divisione di fanteria. Ebbe cinque citazioni. Nel 1919 venne nominato cavaliere della Legione d'onore.

### Ministero episcopale

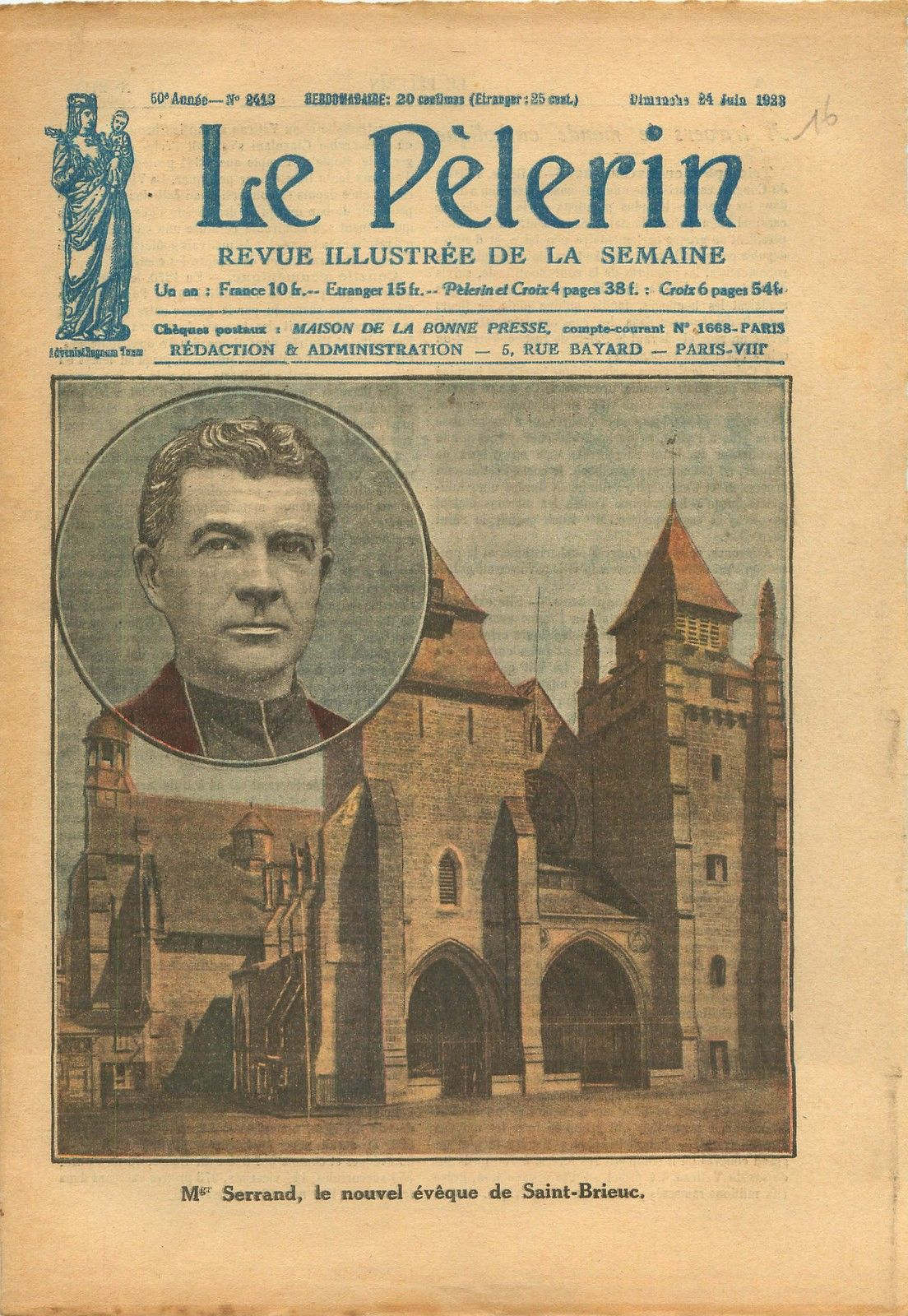
Copertina della rivista Pèlerin del 1923 recante la notizia della nomina a vescovo di monsignor Serrand.

Il 4 giugno 1923 papa Pio XI lo nominò vescovo di Saint-Brieuc. Ricevette l'ordinazione episcopale il 6 agosto successivo dal cardinale Alexis-Armand Charost, arcivescovo metropolita di Rennes, co-consacranti l'arcivescovo metropolita di Rouen Pierre-Florent-André du Bois de la Villerabel e il vescovo di Vannes Alcime-Armand-Pierre-Marie Gouraud. Prese possesso della diocesi il 13 dello stesso mese.
Monsignor Serrand fu un prelato amato, ma a volte controverso.
Fu un vero imprenditore: al suo arrivo in diocesi organizzò la costruzione di un nuovo seminario maggiore a Saint-Brieuc del quale benedisse la prima pietra il 17 agosto 1925 e consacrò la cappella, nella quale verrà sepolto, il 14 luglio 1929. Seguì immediatamente la costruzione di un seminario minore a Quintin. Queste nuove istituzioni materializzano la sua costante preoccupazione per le vocazioni sacerdotali. Nel maggio del 1939, monsignor Jean-Baptiste Boivin, ex studente del seminario maggiore di Saint-Brieuc lo scelse come consacrante principale.
Nel proseguimento della sua attività didattica, monsignor Serrand si concentrò sull'espansione delle scuole secondarie cattoliche "San Giuseppe" a Lannion, "Notre-Dame" a Guingamp, Cordeliers e Campostal. Molto coinvolto nella vita della sua diocesi, partecipava regolarmente alle feste religiose locali, organizzò fiere cantonali annuali e viaggiò per benedire le nuove scuole parrocchiali. Promosse lo sviluppo dell'Azione Cattolica e fondò vari movimenti specializzati.
Tuttavia, la sua azione suscitò due importanti controversie. Il 29 dicembre 1926 l'Action française fu condannata da papa Pio XI. Monsignor Serrand pubblicò il decreto papale, ma fortemente mitigato e ricordando "lo spirito di fede così profonda dei membri dell'Action française".
Durante la seconda guerra mondiale collaborò con il Governo di Vichy. Il 31 dicembre 1940, mentre il malcontento stava aumentando, esortò il suo clero a sostenere il maresciallo Philippe Pétain: "Senza alcun ulteriore motivo, portiamo a lui il nostro contributo più totale e più disinteressato".
Alla fine del 1940 iniziò a criticare il mercato nero nei suoi sermoni e incoraggiò gli agricoltori a consegnare il loro grano. Nell'estate del 1942, sostenne l'apertura di ristoranti e mense per i poveri e incoraggiò la creazione di 250 mense comunali..
Nel febbraio del 1943 inviò una lettera ai suoi decani, nella quale chiedeva l'obbedienza dei chierici al servizio di lavoro obbligatorio e si disse offeso per la presenza di "dissidenti". Non destinata alla pubblicazione, venne comunque individuata dal comitato di propaganda, pubblicata e letta su Radio-Vichy. Apparve anche sul giornale La Gerbe..
Alla liberazione, diversi prelati furono allontanati dalle loro diocesi in Francia su richiesta del governo francese del generale Charles de Gaulle e dopo delicati negoziati con la Santa Sede. Monsignor Serrand poté mantenere il suo ufficio, ma vide la nomina di un vescovo coadiutore nella persona di monsignor Armand Coupel.
Morì a Saint-Brieuc il 20 marzo 1949 all'età di 74 anni. È sepolto nella cappella del seminario maggiore di Saint-Brieuc.

## Genealogia episcopale e successione apostolica
La genealogia episcopale è:
- Cardinale Guillaume d'Estouteville, O.S.B.Clun.
- Papa Sisto IV
- Papa Giulio II
- Cardinale Raffaele Sansone Riario
- Papa Leone X
- Papa Paolo III
- Cardinale Francesco Pisani
- Cardinale Alfonso Gesualdo di Conza
- Papa Clemente VIII
- Cardinale Pietro Aldobrandini
- Cardinale Laudivio Zacchia
- Cardinale Antonio Barberini, O.F.M.Cap.
- Cardinale Nicolò Guidi di Bagno
- Arcivescovo François de Harlay de Champvallon
- Cardinale Louis-Antoine de Noailles
- Vescovo Jean-François Salgues de Valderies de Lescure
- Arcivescovo Louis-Jacques Chapt de Rastignac
- Arcivescovo Christophe de Beaumont du Repaire
- Arcivescovo Jean-Armand de Bessuéjouls Roquelaure
- Cardinale Hugues-Robert-Jean-Charles de La Tour d'Auvergne-Lauraquais
- Arcivescovo Denis-Auguste Affre
- Cardinale René-François Régnier
- Cardinale Florian-Jules-Félix Desprez
- Vescovo Théodore Legain
- Arcivescovo Pierre-Marie-Etienne-Gustave Ardin
- Vescovo Pierre-Marie-Frédéric Fallières
- Cardinale Auguste-René-Marie Dubourg
- Cardinale Alexis-Armand Charost
- Vescovo François-Jean-Marie Serrand

La successione apostolica è:
- Vescovo Hippolyte Tréhiou (1929)
- Vescovo Joseph-Jean-Yves Marcadé (1936)
- Arcivescovo Jean-Baptiste Boivin, S.M.A. (1939)
- Vescovo Eugène-Joseph-Marie Le Bellec (1941)